# Perilampus levifacies
Perilampus levifacies är en stekelart som beskrevs av Girault och Alan Parkhurst Dodd 1915. Perilampus levifacies ingår i släktet Perilampus och familjen gropglanssteklar. Inga underarter finns listade i Catalogue of Life.